# Chamosite
La chamosite (simbolo IMA: Chm) è un minerale comune del gruppo della clorite appartenente alla classe minerale dei "silicati e germanati" con composizione chimica (Fe2+,Mg,Al,Fe3+)6(Si,Al)4O10(OH,O)8 e quindi, da un punto di vista chimico, è un ferro-alluminosilicato di magnesio con aggiunta di ossigeno e/o ioni idrossido.
La chamosite è l'analogo del ferro del clinocloro, con il quale forma una serie completa di cristalli misti.

## Etimologia e storia
La chamosite fu descritta per la prima volta nel 1820 da Pierre Berthier, che chiamò il minerale in onore della sua località tipo Chamoson (Canton Vallese, Svizzera).

## Classificazione
Nella Sistematica dei lapis (Lapis-Systematik) di Stefan Weiß, che è stata rivista e aggiornata l'ultima volta nel 2018, alla chamosite è stato assegnato il sistema nº VIII/H.23-30; in questa sistematica ciò corrisponde anche alla classe dei "fillosilicati", dove la chamosite forma il "gruppo della clorite" insieme a baileycloro, borocookeite, cookeite, donbassite, franklinfurnaceite, gonyerite, jadarite, clinocloro, manandonite, nimite, pennantite e sudoite.
La nona edizione della sistematica minerale di Strunz, valida dal 2001 e aggiornata dall'IMA fino al 2009, classifica la chamosite nella classe "9. Silicati (germanati)" e lì nella sottoclasse "9.E Fillosilicati"; questa è ulteriormente suddivisa in base alla struttura cristallina, in modo che il minerale possa essere trovato nella suddivisione "9.EC Fillosilicati con fogli di mica, composti di reti di tetraedri e ottaedri", dove può essere trovato insieme a borocookeite, franklinfurnaceite, glagolevite, nimite, baileycloro, clinocloro, cookeite, donbassite, gonyerite, pennantite e sudoite con le quali forma il sistema nº 9.EC.55.
Tale classificazione viene mantenuta anche nell'edizione successiva, proseguita dal database "mindat.org" e chiamata Classificazione Strunz-mindat.
Anche la sistematica dei minerali secondo Dana classifica la chamosite nella classe dei "silicati e germanati" e lì nella sottoclasse dei "minerali fillosilicati"; qui è insieme a borocookeite, chamosite, cookeite, donbassite, clinocloro, nimite, ortochamosite, pennantite, sudoite con le quali forma il sistema n. 71.04.01 all'interno della sottosezione "fillosilicati: strati di anelli a sei membri, alternatamente 1:1, 2:1 e ottaedrici".

## Abito cristallino
La chamosite cristallizza nel sistema monoclino nel gruppo spaziale C2/m (gruppo nº 12) con i parametri del reticolo a = 5,373 Å, b = 9,306 Å, c = 14,222 Å e β = 97°53' nonché due unità di formula per cella unitaria.

## Modificazioni e varietà
La chamosite possiede un politipo, l'ortochamosite ((Fe2+,Mg,Fe3+)5Al(AlSi3O10)(OH,O)8), inizialmente considerata un minerale a sé, ma in seguito non più riconosciuta dall'IMA. La sua durezza Mohs è pari a 2 e, come suggerisce il nome, cristallizza nel sistema ortorombico nel gruppo spaziale pseudoesagonale C3m con i parametri reticolari a = 5,37 Å, b = 9,31 Å e c = 7,06 Å, oltre a una unità di formula per cella unitaria.

## Origine e giacitura
La chamosite si forma per metamorfismo o tramite processi idrotermali in sedimenti ricchi di ferro ed è poi spesso accompagnata da altri minerali sedimentari ricchi di ferro come la goethite, ematite, magnetite e siderite, ma anche calcite, caolinite, olivina, plagioclasio, pirite, pirosseno e quarzo.
La chamosite è stata scoperta in circa 265 siti, tra cui l'oasi di Bahariya (Egitto); nella provincia di Costantina (Algeria); nel Queensland, nel Nuovo Galles del Sud e in Tasmania (Australia); nelle province di Liegi e del Lussemburgo in Belgio; nei dipartimenti di La Paz e di Potosí in Bolivia; a Minas Gerais e Pará in Brasile; Bulgaria; nello Hebei, nello Hunan e nel Jiangxi in Cina; nella Foresta Nera (Baden-Württemberg), in Baviera, in Sassonia, in Turingia e altre regioni della Germania; nel Paesi della Loira in Francia; a sull'isola di Creta (Grecia); in Inghilterra e nel Galles in Gran Bretagna; alcune regioni d'Italia; sulle isole di Honshū e Shikoku in Giappone; nel Nuovo Brunswick, nell'Ontario e nel Québec in Canada; nel Dipartimento di Córdoba in Colombia; nella contea di Telemark e di Vestfold in Norvegia; negli Alti Tauri (in Carinzia e nel Salisburghese) in Austria; diverse regioni in Russia e Slovacchia; nel cantoni di Berna, Obvaldo, Uri e Vallese in Svizzera; alcune regioni della Spagna; nelle provincie di Mpumalanga e del Capo Settentrionale in Sudafrica; in Boemia e Moravia nella Repubblica Ceca; molte regioni degli Stati Uniti.
Campioni di chamosite sono stati prelevati anche sul fondale marino della dorsale medio atlantica, più precisamente la "profondità di Markov" della zona di frattura della Sierra Leone.
La chamosite è uno dei minerali scoperti su Marte.

## Forma in cui si presenta in natura
La chamosite sviluppa prevalentemente aggregati minerali squamosi, oolitici o massicci di colore grigio, grigio verdastro, marrone, verde nerastro.; il colore del suo striscio sulla mattonella di prova è verde grigiastro.